# Amélie-les-Bains-Palalda
Amélie-les-Bains-Palalda (in catalano Els Banys d'Arles) è un comune francese di 3 756 abitanti situato nel dipartimento dei Pirenei Orientali nella regione dell'Occitania.

## Amministrazione

### Sindaci
| Nome              | Mandato   |
| ----------------- | --------- |
| François Mefler   | 1941-1944 |
| Gaudérique Parent | 1944-1945 |
| Georges Bosch     | 1945-1950 |
| Jean Trescases    | 1950-1951 |
| Gustave Pouzens   | 1951-1952 |
| Paul Alduy        | 1952-1959 |
| Jean Aspar        | 1959-1959 |
| Jacqueline Alduy  | 1959-2001 |
| Alexandre Reynal  | 2001-2020 |
| Marie Costa       | 2020 -    |

## Società

### Evoluzione demografica
Abitanti censiti